# João Assis
João Assis (Porto Alegre, 11 de julho de 1983) é um praticante brasileiro de jiu-jitsu brasileiro e ex-lutador de artes marciais mistas. Assis é campeão mundial no-gi e medalhista de ouro e prata no ADCC. João se tornou campeão mundial de submission grappling do ADCC 2013 ao derrotar Dean Lister na final.

## Biografia
João Francisco de Moraes Assis nasceu em 11 de julho de 1983, em Porto Alegre, Rio Grande do Sul, Brasil. Ele começou a treinar jiu-jitsu brasileiro aos 17 anos, inicialmente motivado pela necessidade de se defender em conflitos escolares e festas.
Assis iniciou seu treinamento sob a tutela do instrutor Luis Brito, que operava em Porto Alegre apesar de ser natural do Rio de Janeiro. Ele permaneceu com Brito até alcançar a faixa-roxa, quando decidiu se mudar para São Paulo para treinar com Leonardo Vieira, então no recém-fundado Brasa Clube (e posteriormente Checkmat).
Na Checkmat, João Assis evoluiu técnica e competitivamente, recebendo sua faixa-preta de Leonardo Vieira. Ele se tornou um dos principais nomes da equipe, conquistando títulos de peso, especialmente no No-Gi, incluindo o título mundial do ADCC 2013, onde derrotou Dean Lister na final.
Com mais de uma década de dedicação ao grappling, Assis se estabeleceu como um atleta e treinador respeitado internacionalmente, reconhecido por sua técnica refinada, especialmente em finalizações e passagens de guarda.

## Principais conquistas
Assis conquistou os seguintes títulos:
- Campeão do ADCC (2013)
- Campeão Mundial No-Gi (2015,[4] 2010[5])
- Campeão Mundial (2007 – faixa-roxa[6])
- Campeão da Copa do Mundo (2007 – Absoluto, faixa-roxa – CBJJE)
- Campeão Pan-Americano (2009 –Absoluto, faixa-marrom)
- 10x campeão do Grapplers Quest
- 2x campeão do NAGA – No-Gi avançado (2009, peso e absoluto)
- 2x campeão do NAGA – Jiu-Jitsu (2009, peso e absoluto)
- Campeão Mundial No-Gi (2008 – faixa-marrom)
- 4x campeão do American Nationals
- Campeão Estadual da Califórnia (2009 – absoluto)
- Medalha de prata no ADCC (2011)

## Cartel no MMA
Registro das lutas:
| Cartel no MMA   |            |            |
| 12 lutas        | 5 vitórias | 6 derrotas |
| Por nocaute     | 2          | 6          |
| Por finalização | 3          | 0          |
| No contest      | 1          | 1          |

| Res.           | Cartel  | Oponente             | Método                  | Evento                            | Data                   | Round | Tempo | Local                                   | Notas |
| -------------- | ------- | -------------------- | ----------------------- | --------------------------------- | ---------------------- | ----- | ----- | --------------------------------------- | ----- |
| Derrota        | 5-6 (1) | Lorenz Larkin        | Nocaute (queda)         | Respect In The Cage 10            | 2010 de julho de 21    | 1     | 1:43  | Los Angeles, Califórnia, Estados Unidos |       |
| Derrota        | 5-5 (1) | Gerson Cordeiro      | Nocaute (socos)         | M-1 Challenge 19: 2009 Semifinals | 2009 de setembro de 26 | 1     | 3:50  | Rustov Oblast, Rússia                   |       |
| Derrota        | 5-4 (1) | Augusto Montano      | Nocaute técnico (socos) | Total Combat 33                   | 2009 de julho de 11    | 1     | 4:43  | Cidade do México, México                |       |
| Derrota        | 5-3 (1) | Luiz Cane            | Nocaute técnico (socos) | Fury FC 2 - Final Combat          | 2006 de novembro de 30 | 1     | 3:41  | São Paulo, Brasil                       |       |
| Derrota        | 5-2 (1) | Victor Vianna        | Nocaute (socos)         | Fury FC 1 - Warlords Unleashed    | 2006 de julho de 27    | 1     | 1:57  | São Paulo, Brasil                       |       |
| Vitória        | 5-1 (1) | Jaguar Jaguar        | Nocaute (soco)          | Portugal Vale Tudo 2              | 2005 de outubro de 1   | 1     | n/a   | Lisboa, Portugal                        |       |
| Sem resultados | 4-1 (1) | Jalison Silva Santos | Sem resultado           | Clube Da Luta 4                   | 2005 de maio de 24     | 1     | 4:43  | Salvador, Bahia, Brasil                 |       |
| Vitória        | 4-1     | Marlo Senck          | Finalização (mata-leão) | Profight Championships 4          | 2005 de abril de 19    | 1     | 3:28  | Porto Alegre, Rio Grande do Sul, Brasil |       |
| Derrota        | 3-1     | Helio Dipp           | Nocaute (soco)          | Storm Samurai 6                   | 2005 de maio de 19     | 1     | 2:56  | Curitiba, Paraná, Brasil                |       |
| Vitória        | 3-0     | Edinelson Nelsão     | Finalização (kimura)    | Clube da Luta 2                   | 2005 de maio de 15     | 1     | 2:10  | Salvador, Bahia, Brasil                 |       |
| Vitória        | 2-0     | Roberto Piazza       | Nocaute técnico (socos) | Profight Championship 3           | 2005 de janeiro de 31  | 1     | 0:40  | Porto Alegre, Rio Grande do Sul, Brasil |       |
| Vitória        | 1-0     | Valdir Linhares      | Finalização (mata-leão) | Profight Combat Show              | 2004 de maio de 24     | 3     | 4:03  | Porto Alegre, Rio Grande do Sul, Brasil |       |